# Hundsbach
Hundsbach ist eine Ortsgemeinde im Landkreis Bad Kreuznach in Rheinland-Pfalz. Sie gehört der Verbandsgemeinde Nahe-Glan an.

## Geographie

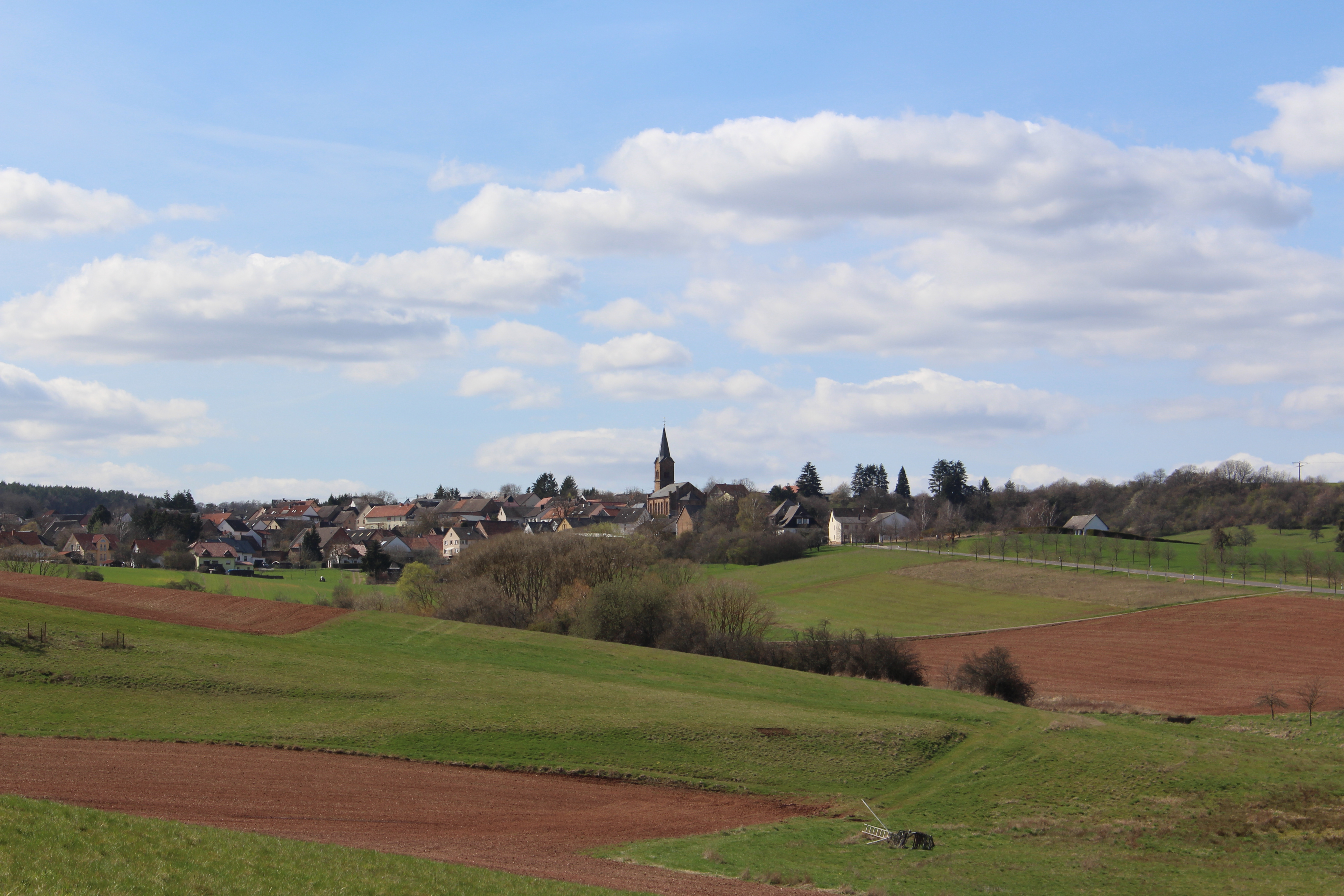
Hundsbach aus östlicher Richtung

Das Haufendorf liegt im Nordpfälzer Bergland. Im Norden befindet sich Limbach, im Osten Jeckenbach, im Süden Schweinschied und westlich liegen Otzweiler und Becherbach bei Kirn.

### Klima
Der Jahresniederschlag beträgt 590 mm.

## Geschichte
Die Siedlung befindet sich an einer alten Römerstraße vom Rheintal nach Metz. Der als Hundisbach urkundlich erwähnte Ort bestand im Mittelalter zeitweilig aus Ober- und Niederhundsbach. Bereits 1611 war Niederhundsbach allerdings wüst. Hundsbach gehörte zur Grafschaft Veldenz, seit 1386 zu den Wildgrafen. 1816 bis 1866 gehörte es zum Oberamt Meisenheim der Landgrafschaft Hessen-Homburg und kam mit diesem 1866 zu Preußen. Am Ende des Zweiten Weltkriegs im März 1945 wurde Hundsbach fast völlig zerstört.

## Politik

### Bürgermeister
Anja Frick-Immerheiser wurde im Juni 2024 zur Ortsbürgermeisterin von Hundsbach gewählt.
Bis dahin war das Amt des Ortsbürgermeisters vakant. Jan Hey war am 19. Juli 2019 durch den Gemeinderat gewählt worden, nachdem bei den Kommunalwahlen am 26. Mai 2019 kein Kandidat angetreten war. Er war damit Nachfolger von Joachim Blum, der nicht mehr kandidiert hatte. Mit Wirkung zum 31. Juli 2020 trat Hey von seinem Amt zurück, wodurch eine Neuwahl erforderlich wurde. Da für eine am 18. Oktober 2020 vorgesehene Urwahl keine gültiger Wahlvorschlag eingereicht wurde, oblag die Wahl gemäß Gemeindeordnung nun dem Rat. Da sich kein Bewerber fand, wurde ersatzweise zunächst Dietmar Kron, der damalige Erste Beigeordnete der Verbandsgemeinde Nahe-Glan, als Beauftragter eingesetzt. Ab Ende Oktober 2021 übernahm Simone Schmidt, Fachbereichsleiterin der Verbandsgemeinde, diese Aufgabe.

### Wappen
| Wappen von Hundsbach | Blasonierung: „In rotem, durch goldenen Wellenbalken geteilten Schild, oben am goldenen Schaft eine dreiläntzige, silberne Sturmfahne, unten drei silberne schrägrechtsgestellte Gürtelschnallen.“ |
| Wappen von Hundsbach | |

## Wirtschaft und Infrastruktur
Im Norden verläuft die Bundesstraße 41. In Kirn ist ein Bahnhof der Bahnstrecke Bingen–Saarbrücken.

## Persönlichkeiten
- Jakob Ott (1903–1966), Politiker und Widerstandskämpfer